# Myas coracinus
Myas coracinus är en skalbaggsart som beskrevs av Thomas Say 1923. Myas coracinus ingår i släktet Myas och familjen jordlöpare. Inga underarter finns listade i Catalogue of Life.